# The Letter (Hoobastank)
The Letter è un singolo del gruppo musicale statunitense Hoobastank, pubblicato nel 2009 ed estratto dall'album For(N)ever. Il brano vede la partecipazione della cantante australiana Vanessa Amorosi.

## Video
Il videoclip della canzone è stato diretto da P. R. Brown.

## Tracce
1. The Letter (Australasian version - featuring Vanessa Amorosi) – 4:00
2. Stay with Me – 4:07